# Fisker Ocean
La Fisker Ocean è la autovettura elettrica di tipo crossover SUV prodotta dalla casa automobilistica statunitense Fisker, dal novembre 2022 fino al marzo 2024 in accordo con la Magna Steyr nel suo stabilimento Graz in Austria.

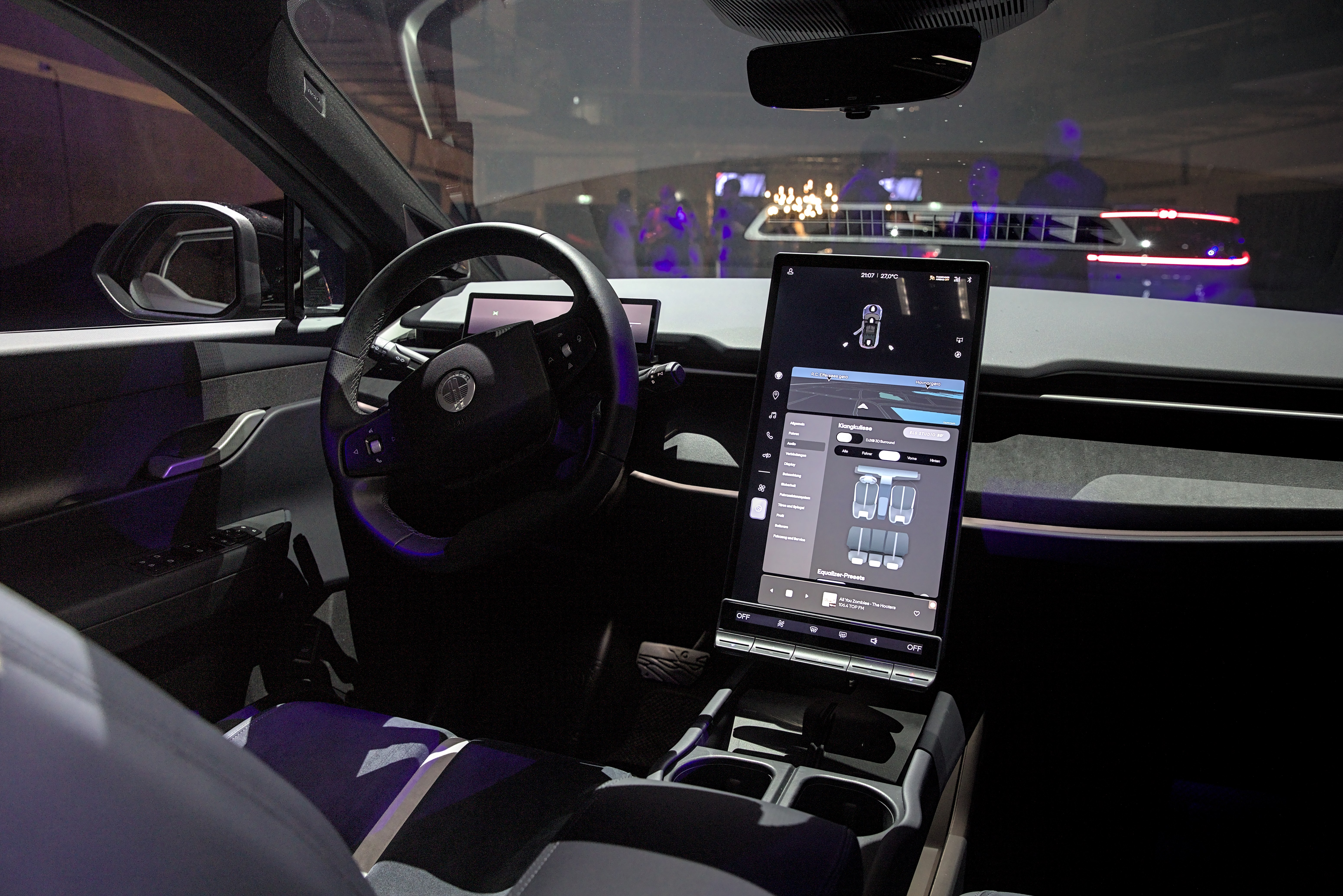
Interni

## Storia e contesto
La Ocean è un SUV elettrico alimentato a batteria, prima vettura realizzata dal marchio californiano Fisker. È stata annunciata inizialmente attraverso la diffusione di alcune immagini il 18 marzo 2019. Una versione di pre-produzione è stata presentata al Consumer Electronics Show di Las Vegas nel 2020. 
Il modello di serie è stato presentato al pubblico nel novembre 2021 al Salone di Los Angeles. La versione per l'Europa è stata presentata il 28 febbraio 2022 al Mobile World Congress di Barcellona in Spagna.
Progettata dal fondatore dell'azienda Henrik Fisker, la vettura viene costruita attraverso un accordo industriale siglato nell'estate 2020 con l'austriaca Magna Steyr nello stabilimento di Graz.
La produzione è ufficialmente iniziata il 17 novembre 2022 terminando a marzo 2024, a causa delle scarse vendite al di sotto delle aspettative e dei problemi finanziari della Fisker.

## Descrizione e tecnica
Il telaio e la carrozzeria sono realizzati principalmente in alluminio. L'interno si caratterizza per la presenza di uno schermo centrale touchscreen da 17,1 pollici che funge da sistema multimediale, che può essere ruotato utilizzato sia in verticale che orizzontale, come se fosse un tablet. Inoltre tutti i finestrini laterali nonché il lunotto posteriore, possono essere aperti, ad eccezione del parabrezza.
Le motorizzazioni comprendono uno o due motori elettrici a seconda della versione, a trazione anteriore oppure anteriore e posteriore formando un sistema a trazione integrale, con potenza rispettivamente di 279, 548 e 558 CV. Ad alimentarla c'è una batteria agli ioni di litio-ferro-fosfato, ma per le versioni più potenti è del tipo litio, nichel, manganese e cobalto fornita dal produttore cinese Contemporary Amperex Technology (CATL) con una capacità di 80 kWh che le consente un'autonomia di 440 km; inoltre in opzione è disponibile una batteria più capiente Hyper Range con un'autonomia che varia tra i 610 e i 630 km.